# 廖承坚
廖承坚（1993年1月4日—），是一名中国足球运动员，现效力于中国足球超级联赛球队石家莊永昌。

## 俱乐部生涯
2011年，廖承坚入选由上海全运队组成的上海中邦参加中国足球乙级联赛，开始职业足球生涯。2011年8月13日，他在上海中邦主场1比2不敌广州青年的比赛射进在中国联赛的首个进球。上海中邦在全运会结束后不再参加乙级联赛，他在2013年夏季的二次转会注册中国足球超级联赛球队上海申鑫。2013年7月6日，他在上海申鑫主场0比3不敌广州恒大的联赛中首发出场，首次在中场联赛亮相。次日，上海申鑫主教练朱炯离职，他在该赛季未能再得到联赛出场的机会。2014年7月23日，廖承坚被租借到中国足球甲级联赛球队石家庄永昌半年。